# Eduard Klischnigg
Eduard Klischnigg (* 12. Oktober 1813 in London; † 17. März 1877 in Wien) war einer der berühmtesten Artisten des 19. Jahrhunderts.

## Leben
Klischnigg war ein geborener Engländer, diente zuerst als Matrose und erwarb sich als solcher seine staunenswerte Gewandtheit. Später fand er in der Menagerie van Aken ein Engagement. 1835 kam Klischnigg, kaum eines deutschen Wortes mächtig, nach Wien und stellte sich Direktor Carl Carl, der damals das Theater an der Wien leitete, mit der Bitte vor, ihn als „Affen auftreten zu lassen“. Carl, der sonst in den Mitteln, das Publikum anzulocken, nicht gerade wählerisch war, soll dieses Anerbieten zuerst mit den Worten „Affen haben wir in Wien genug“ zurückgewiesen haben. Daraufhin, so erzählt man sich, soll Klischnigg, statt dem Direktor zu widersprechen, einen Fuß in die Höhe gehoben und sich traurig hinter dem Ohr gekratzt haben. 
Von dieser Aktion war Carl so beeindruckt, dass er dem Kautschukmann, wie er später genannt wurde, gestattete, weitere Proben seiner  Affenimitation auf der Bühne ablegen zu dürfen. Um die bestimmte Stunde erschien Klischnigg im Theater und begann damit, dass er aus der Kulisse durch ein Fenster auf den Tisch sprang, an dem der Direktor Platz genommen hatte, und sich dort wie ein Knäuel zusammenrollte. Dann kletterte er an einer Kulisse empor, stürzte herab und spielte den sterbenden Affen so naturgetreu, dass Carl sich sofort zum Abschluss eines Kontraktes bereit erklärte.
Nestroy erhielt den Auftrag, für das neu engagierte Mitglied ein passendes Stück zu schreiben, während Klischnigg in der Zwischenzeit in Deutschland verschiedene Gastauftritte absolvierte. Als er zurückkehrte, war „Der Affe und der Bräutigam“ fertig und erlebte an die hundert Aufführungen. Klischnigg stieg so zum Liebling des Wiener Publikums empor, er war in allen Salons und zu Hofe geladen und alle Welt ergötzte sich an seinen possierlichen Sprüngen. Nachdem sich die Anziehungskraft der ersten Posse erschöpft hatte, schrieb Dolt eine zweite unter dem Titel „Affe und Frosch“, die aber gegenüber Nestroys Stück abfiel, da sich das Publikum zwischenzeitlich an den Affenkünsten satt gesehen hatte.
Klischnigg hatte sich während seines Engagements ein sehr bedeutendes Vermögen erworben und verheiratete sich mit Fräulein Peschl, die mit ihrer Schwester im Chor des Theaters an der Wien engagiert war. Er machte viele Gastspielreisen, auf denen das Geschäft florierte. Wiederholt kehrte er nach Wien zurück und machte im Carltheater und im Theater in der Josefstadt immer wieder gute Geschäfte. In den 1850er-Jahren ließ er sich in gewagte Spekulationen ein, er verlor sein ganzes Vermögen und war als alter Mann abermals genötigt, durch seine Kunst Brot zu erwerben. Einige Anziehungskraft besaß er zwar noch, aber auf längere Zeit ging das Geschäft nicht mehr – das Publikum war verwöhnt worden und die einfache Imitation des Affen genügte ihm nicht mehr. Klischnigg verstarb in seinem 65. Lebensjahr.